# Mansura Eseddin

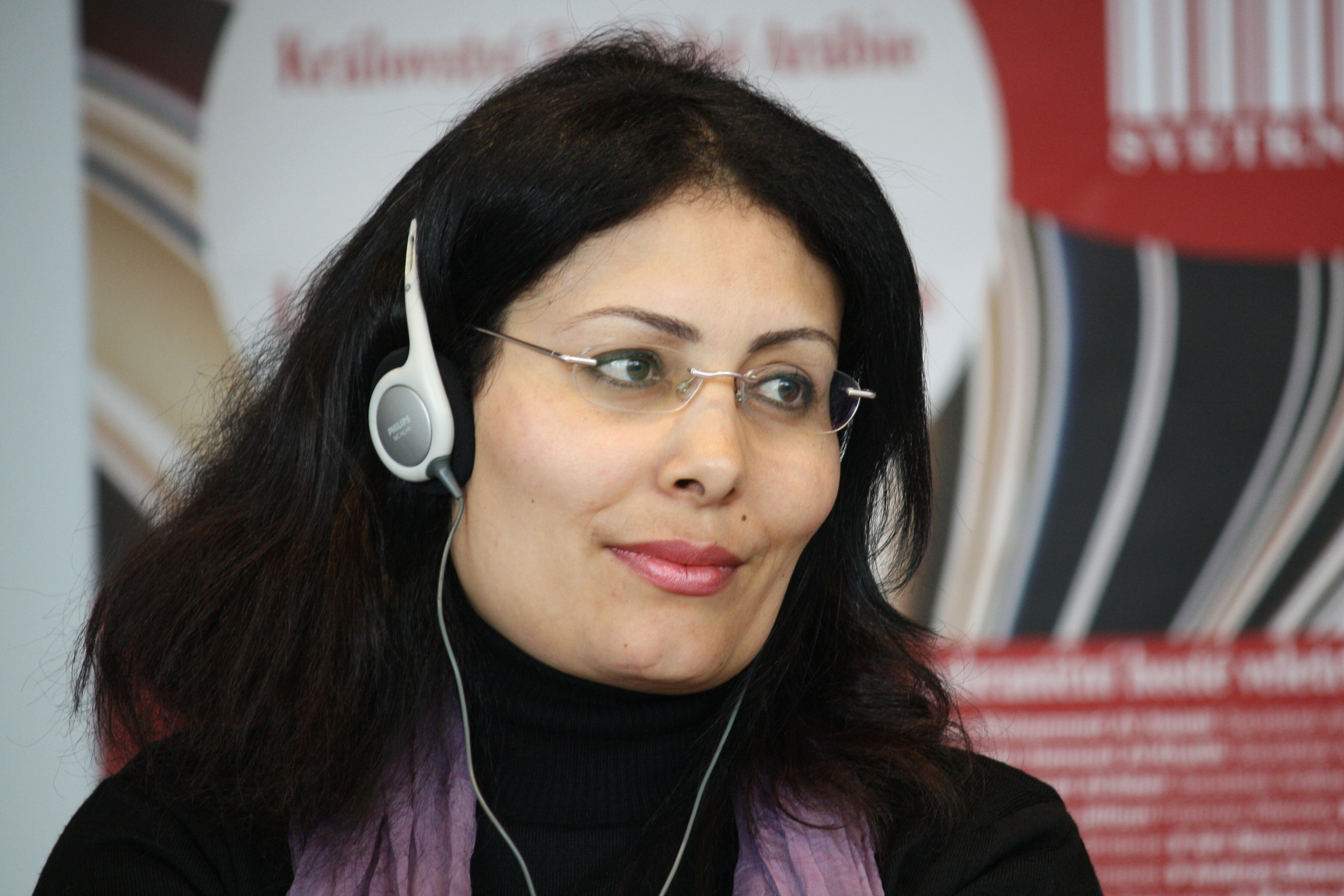
Mansura Eseddin (2011)

Mansura Eseddin (* 1976; arabisch منصورة عز الدين, DMG Manṣūra ʿIzz ad-Dīn, auch Mansoura Ez-Eldin) ist eine ägyptische Romanautorin und Journalistin.

## Leben
Mansura Eseddin wurde 1976 in einem Dorf im Nildelta geboren. Sie studierte Journalismus an der Universität Kairo. Nach ihrem Abschluss im Jahr 1998 arbeitete sie zunächst fürs Fernsehen. Dann veröffentlichte sie erste Texte in Zeitungen und Magazinen.
2001 publizierte der renommierte Verlag Merit ihren Erzählungsband Dhaw'a Muhtaz, dem drei Jahre später der viel beachtete Debütroman Matahat Maryam folgte. Darauf erschienen zwei Romane – Maryam's Maze im Jahr 2004 und Wara al-Firdaws im Jahr 2009. Ihre Werke wurden in mehrere Sprachen übersetzt.
Wara al-Firdaws erschien in der deutschsprachigen Übersetzung von Hartmut Fähndrich im September 2011 unter dem Titel Hinter dem Paradies im Zürcher Unionsverlag.
Eseddin wurde 2009 auf dem Hay Literaturfestival in Beirut für die Beirut39 ausgewählt, als eine der 39 besten arabischen Autoren im Alter von unter 40 Jahren. 2010 war sie als einzige Frau für den International Prize for Arabic Fiction nominiert.
Mansura Eseddin arbeitet bei dem Literaturmagazin Akhbar al-Adab und gilt als eine der vielversprechendsten Autorinnen arabischer Sprache.

## Bibliographie
- Dhaw'a Muhtaz. Erzählungen, 2001.
- Matahat Maryam. Roman, 2004.
- Wara'a al-Firdaus. Roman, 2009.

Hinter dem Paradies. Deutschsprachige Übersetzung von Hartmut Fähndrich. Unionsverlag, Zürich 2011, ISBN 978-3-293-00434-4.